# المدرسة البيطرية ميزون ألفور (مترو باريس)
المدرسة البيطرية ميزون ألفور (بالفرنسية: École vétérinaire de Maisons-Alfort)‏ هي محطة مترو تابعة لمترو باريس تقع في فرنسا في مدينة ميزون ألفور.

## مقالات ذات صلة
- مترو باريس
- قائمة محطات مترو باريس